# Виненкова, Мария Сергеевна
Мари́я Серге́евна Виненко́ва (10 декабря 1983, Верхняя Пышма, СССР) — российская актриса театра и кино. Лауреат национальной театральной премии России — «Золотая маска» в номинации «Женская роль в оперетте/мюзикле» (2009).

## Биография
Родилась 10 декабря 1983 года в городе Верхняя Пышма Свердловской области. С детства играла роли в семейном театре, училась игре на скрипке и фортепиано.
В 2004 году окончила эстрадно-джазовое отделение Свердловского музыкального училища им. П. И. Чайковского (педагог — Е. Н. Захарова).
В 2005 году — Екатеринбургский государственный театральный институт, отделение «Актёр драматического театра» (педагог — А. И. Русинов).
С 2006 года — артистка Свердловского театра музыкальной комедии, куда попала пройдя кастинг в спектакль «Figaro». Также сотрудничает с Камерным театром Музея писателей Урала.
 Принимала участие в создании спектаклей Свердловского театра драмы в качестве музыкального руководителя.
 Преподавала пение и джазовый ансамбль на кафедре мастерства актёра в Екатеринбургском театральном институте.
В 2018 году окончила Российский государственный профессионально-педагогический университет по специальности «Кинорежиссура» (дипломный фильм «Я — театр»).
Замужем за Игорем Ладейщиковым, воспитывает трёх сыновей.

## Сыгранные роли

### Свердловский театр музкомедии
- Аделина — мюзикл «Чёрт и девственница» А. Тровайоли
- Аннушка — музыкальная драма «Белая гвардия» В. Кобекина
- Ассоль — мюзикл «Алые паруса» М. Дунаевского
- Дикая Корова — космический мюзикл «Кошка» В. Баскина
- Жена волшебника — сказка для взрослых «Обыкновенное чудо» Г. Гладкова
- Лизонька — гоголь-моголь «Мёртвые души» А. Пантыкина (номинация на «Золотую-маску — 2011»)[8]
- Натали Рылеева — мюзикл «Декабристы» Е. Загота
- Сюзанна — remix-опера «Figaro» В. Моцарта (номинация на «Золотую маску — 2007»)[9]
- Нора Исанина — reality-мюзикл «www. силиконовая дура.net» А. Пантыкина (номинация на «Золотую-маску — 2008»)[10]
- Принцесса Фике — музыкальные хроники времён Империи «Екатерина Великая» С. Дрезнина («Золотая маска — 2009»)[11]
- Симона Ростова — зонг-story «Остров ЗА»
- Тамара — мюзикл «Яма» С. Дрезнина
- Танюшка — юбилейное ревю «Секретное оружие»
- Фатиге — пара часов в кабаре «C’est la vie» Г. Опёлки
- Хава — мюзикл «Скрипач на крыше» Дж. Бока
- Эвридика — рок-опера «Орфей & Эвридика» А. Журбина

### Камерный театр музея писателей Урала
- Марья Гавриловна — «Метель» А. Пушкина / В. Сигарева

### Свердловский театр драмы
- Лена Соловьёва — «Больше, чем любовь» О. Данилова

## Фильмография
- 2008 — Серебро (сериал) — Наталья
- 2010 — Влюблён и безоружен — повариха Настёна
- 2011 — Важняк (сериал) — Ангелина
- 2012 — Камень — эпизод

## Награды
- Лауреат Национальной театральной премии «Золотая Маска» (2009)[11]; также трижды номинировалась на эту премию в 2007, 2008 и 2011 годах
- Лауреат Всероссийского конкурса авторской и патриотической песни (г. Москва, 1998, 1999, 2002)
- Лауреат Международного конкурса актёрской песни им. А. Миронова (г. Москва, 2005)
- Лауреат Международного конкурса молодых артистов оперетты и мюзикла им. н. а. СССР В. А. Курочкина (г. Екатеринбург, 2006, 2008)
- Лауреат Фестиваля «Браво!» (г. Екатеринбург, 2007, 2008, 2011)[12][13]
- Лауреат премии Губернатора Свердловской области «За выдающиеся достижения в области литературы и искусства 2008 года» (г. Екатеринбург, 2009)[14]